# Scott y Milá
Scott y Milá va ser un programa de televisió espanyol que es va emetre en #0 de Movistar+. Va ser estrenat el 28 de febrer de 2019 i està presentat per Mercedes Milá. Està produït per Zanskar Producciones i Movistar+. El 10 de juny de 2021, es va emetre l'últim programa.

## Història
Després de la seva convulsa sortida de Mediaset España, el 3 de maig de 2018 es dona a conèixer el seu fitxatge per Movistar+. Aquest mateix dia, es va donar a conèixer el nom del seu nou programa: Scott y Milá, que s'estrenaria al canal #0. El programa està produït en col·laboració amb Movistar+ i Zanskar Producciones; es va estrenar per primera vegada el 28 de febrer de 2019.
Els enregistraments de la segona temporada, es van veure afectades en diverses ocasions per la pandèmia per COVID-19. L'11 de març de 2020, "van saltar les alarmes" en transcendir als mitjans de comunicació, que Mercedes Milá al costat del seu equip, s'havien quedat atrapats a la ciutat de Roma, Itàlia després del tancament de fronteres; mentrestant, acabaven de gravar l'episodi sota el títol: Curso del 68. Finalment van poder tornar a Espanya, hores prèvies al confinament domiciliari.
No obstant això, la primera tanda d'episodis al costat del del Curs del 68 es van poder estrenar sense més retard el 13 d'abril de 2020. La segona tanda, es va acabar de gravar a l'estiu de 2020, i es va emetre a partir de l'11 d'octubre de 2020.
Al novembre de 2020, es va confirmar que el programa havia estat renovat per una tercera temporada i que els enregistraments ja havien començat. La tanda d'episodis de la tercera temporada, van arribar a #0 de Movistar+ el 20 de maig de 2021.
El 10 de juny de 2021, Movistar+ va anunciar, via Twitter, el final del programa després de l'emissió de l'episodi número 20. A més, va confirmar que Mercedes Milá seguiria lligada al grup amb un nou format d'entrevistes.

## Sinopsi
Després de molts anys de vida i càmeres, superat un sot personal, Mercedes Milá reneix en televisió. La Milá de 'Scott y Milá' és ella mateixa, sense filtres, en un registre mai vist. Al costat d'ella, el gos Scott, fidel i alegre company d'expedició.
Al llarg dels episodis cavalcaran junts, encara que no sempre regirats, a la recerca d'històries que, partint de l'experiència vital, ens connecten a tots. Exploraran temes com el renéixer i la cerca del propòsit vital, la naturalesa de l'amor animal, la identitat o l'eco-consciència. Ho faran sense filtres ni davanteres, de Barcelona a Bombai passant per Màlaga i el Congo.

## Episodis
| Temporada | Temporada | Episodis | Episodis               | Dates d’estrena        | Dates d’estrena      |
| --------- | --------- | -------- | ---------------------- | ---------------------- | -------------------- |
|           | 1         | 8        | 4                      | 28 de febrer de 2019   | 28 de febrer de 2019 |
| 4         | 1         | 8        | 19 de setembre de 2019 | 19 de setembre de 2019 |                      |
|           | 2         | 8        | 4                      | 13 d'abril de 2020     | 13 d'abril de 2020   |
| 4         | 2         | 8        | 11 d'octubre de 2020   | 11 d'octubre de 2020   |                      |
|           | 3         | 4        | 4                      | 20 de maig de 2021     | 20 de maig de 2021   |

### Primera Temporada (2019)
| Núm. | Títol           | Direcció      | Guió                            | Data d'emissió original | |
| ---- | --------------- | ------------- | ------------------------------- | ----------------------- | --- |
| 1    | «Renacer»       | David Moncasi | Beatriz Martínez y Carmen Díaz  | 28 de febrer de 2019    | Als seus 67 anys, Mercedes Milá, després d'un sot personal i abans d'emprendre el seu nou viatge al costat de Scott, necessita saber com està. Se sotmetrà a proves, escoltarà metges i a dones sàvies, i trobarà el seu propòsit vital.                    |
| 2    | «Amor animal»   | David Moncasi | Beatriz Martínez y Carmen Díaz  | 7 de març de 2019       | El suport de Scott per superar la seva depressió va ser per a ella un descobriment vital. Per a conèixer més sobre l'amor animal, Milá ens porta al major santuari de ximpanzés d'Àfrica i conversa amb gent extraordinària, com Jane Goodall.              |
| 3    | «Identidad»     | David Moncasi | Beatriz Martínez                | 14 de març de 2019      | A bord de la seva caravana, Scott i Milá recorren Catalunya, per a entendre en què consisteix la Identitat i buscar la de la mateixa Mercedes, que no ho té gens clar.                                                                                      |
| 4    | «EcoConciencia» | David Moncasi | Beatriz Martínez                | 21 de març de 2019      | Ens carreguem el planeta: Scott i Milá busquen gent inspiradora per a superar l'escepticisme i actuar. Acabaran a Bombai amb Afroz Shah, campió del món de la Terra.                                                                                        |
| 5    | «Amor»          | David Moncasi | Nerea Crespo                    | 19 de setembre de 2019  | Mercedes Milá està convençuda que l'amor mou el món: a Nova York, Helen Fisher li explica la química cerebral amorosa. Amb Pablo Piñeiro coneix el poliamor. I amb diferents persones i parelles, comparteix experiències meravelloses.                     |
| 6    | «Mujeres»       | David Moncasi | Nerea Crespo y Beatriz Martínez | 26 de setembre de 2019  | Mercedes Milá es declara feminista i aborda la lluita de les dones per la igualtat. Sense homes. Amb dones conegudes i anònimes, supervivents de violència de gènere, artistes, estudiants... Viatgeres que conflueixen en la manifestació del 8M.          |
| 7    | «Fama»          | David Moncasi | Nerea Crespo                    | 3 d'octubre de 2019     | Mercedes Milá és una de les figures més mediàtiques del nostre país i creu que la fama ha de revertir-se a la societat. Al costat de l'exfutbolista francès Lilian Thuram, viatja fins a un camp de refugiats a Grècia per a denunciar la crisi migratòria. |
| 8    | «Depresión»     | David Moncasi | Nerea Crespo                    | 10 d'octubre de 2019    | Mercedes Milá ha batallat contra la depressió i sap que es pot tornar a estar bé. Per això combat l'estigma de la salut mental per a animar a la gent malalta a demanar ajuda i vèncer aquesta malaltia.                                                    |

### Segona Temporada (2020)
| Núm. | Títol                           | Direcció      | Guió                            | Data d'emissió original | |
| ---- | ------------------------------- | ------------- | ------------------------------- | ----------------------- | --- |
| 1    | «Curso del 68»                  | David Moncasi | Nerea Crespo y Isabel Fernández | 13 d'abril de 2020      | Mercedes Milá i quatre antigues companyes del Sagrat Cor decideixen fer juntes un viatge a Roma que va quedar pendent fa 50 anys. El viatge té com a teló de fons la ciutat de Roma que comença a veure's assetjada pel coronavirus.                                |
| 2    | «La sexualidad femenina»        | David Moncasi | Nerea Crespo                    | 20 d'abril de 2020      | Mercedes pertany a una generació de dones que no va rebre cap mena d'educació sexual. En aquest episodi Scott&Milá posa el focus en la sexualitat femenina, que malgrat els anys continua sent una gran desconeguda envoltada de falsos mites.                      |
| 3    | «La felicidad está en el campo» | David Moncasi | Nerea Crespo                    | 27 d'abril de 2020      | Mercedes Milá sent fascinació per la naturalesa i està convençuda que viure en contacte amb el natural li fa estar en pau. Però és realment així? Som més feliços en el camp? O tot això no és més que una quimera?                                                 |
| 4    | «Amar los libros»               | David Moncasi | Nerea Crespo                    | 4 de maig de 2020       | Mercedes Milá sent passió pels llibres. El seu amor és tal que s'ha convertit en llibretera i ha acceptat el repte d'escriure un llibre. |
| 5    | «Familia»                       | David Moncasi | Nerea Crespo                    | 11 d'octubre de 2020    | Mercedes Milá és una gran defensora de la família. Està orgullosa de l'educació i els valors que li van inculcar els seus pares i que ara veu en els seus nebots. La seva família ha estat i continua sent un dels pilars més importants de la seva vida.           |
| 6    | «Empatía animal»                | David Moncasi | Nerea Crespo                    | 18 d'octubre de 2020    | Mercedes vol entendre millor als animals. Ens curen, ens protegeixen o ens acompanyen, però no sabem res sobre el seu llenguatge, la seva intel·ligència, els seus sentiments o els seus drets. Des de teràpies amb animals fins a rates capaces de detectar mines. |
| 7    | «Música»                        | David Moncasi | Nerea Crespo                    | 25 d'octubre de 2020    | Mercedes Milá juntament amb el seu inseparable Scott torna a mostrar-nos el seu món més personal. El desig d'escoltar i ajudar, porten a Mercedes a conèixer a gent amb experiències vitals molt singulars en diferents racons del món.                             |
| 8    | «Baile»                         | David Moncasi | Nerea Crespo                    | 1 de novembre de 2020   | Mercedes Milá juntament amb el seu inseparable Scott torna a mostrar-nos el seu món més personal. El desig d'escoltar i ajudar, porten a Mercedes a conèixer a gent amb experiències vitals molt singulars en diferents racons del món.                             |

### Tercera Temporada (2021)
| Núm. | Títol                  | Direcció      | Guió              | Data d'emissió original | |
| ---- | ---------------------- | ------------- | ----------------- | ----------------------- | --- |
| 1    | «Sexualidad masculina» | David Moncasi | Isabel F. Corella | 20 de maig de 2021      | Després de descobrir-nos la sexualitat femenina, Mercedes Milá s'endinsa en el món de la sexualitat masculina. Parlant amb diferents generacions d'homes i escoltant experts, Mercedes trenca falsos mites i descobreix que es tracta d'una sexualitat tan complexa i desconeguda com la de les dones. L'educació sexual progressa i fins i tot es parla d'una revolució sexual masculina en la qual emergeixen noves masculinitats que conceben el sexe d'una altra manera. |
| 2    | «Comida del futuro»    | David Moncasi | Isabel F. Corella | 27 de maig de 2021      | Mercedes porta una alimentació variada i equilibrada en la qual intenta consumir productes ecològics de proximitat i evitar el consum excessiu de carn i sucres refinats. Els experts coincideixen que l'actual model d'alimentació és insostenible. Mercedes reflexionarà sobre el que mengem, si és sostenible la producció d'aliments a nivell mundial i buscarà solucions i respostes a com serà l'alimentació del futur.                                                |
| 3    | «La buena educación»   | David Moncasi | Isabel F. Corella | 3 de juny de 2021       | En aquest episodi Mercedes es preguntarà quant ha canviat la manera d'ensenyar i d'aprendre des de la seva etapa educativa fins als col·legis d'avui dia. Mercedes es xoparà de vocació i parlarà amb persones que defensen amb entusiasme formes diferents d'ensenyar. Al nostre país, o en altres llocs del món. |
| 4    | «Soy Scott»            | David Moncasi | Isabel F. Corella | 10 de juny de 2021      | Deu milions d'espanyols tenen un gos com a animal de companyia a casa. Són la mascota per excel·lència i, en molts casos, són un més de la família. Els humans interactuem amb ells com si ens entenguessin, però realment ho fan? Pensen? Existeix una consciència gossa? Els humanitzem massa? Mercedes porta temps preguntant-se com és el pensament de Scott. |

## Convidats notables
Primera temporada
- Almudena Hernando: arqueòloga. (capítol 3)
- Santi Vila: historiador i polític. (capítol 3)
- Brenda Chávez: escriptora i periodista. (capítol 4)
- Ricardo Sagarminaga: biòleg marí. (capítol 4)
- Helen Fisher: antropòloga (capítol 5)
- Patricia Sornosa: humorista (capítol 6)
- Eva Llorach: actriu (capítol 6)
- Alicia C. Montano: periodista (capítol 6)
- Sara Gómez: enginyera (capítol 6)
- Lita Cabellut: pintora (capítol 6)
- Javier Sardá: periodista i presentador. (capítol 7)
- Suso Álvarez: concursant de GH16 i col·laborador de TV. (capítol 7)
- Romuald Fons: Bigseo Marketing (capítol 7)
- Anna Boada: ex-esportista d'elit. (capítol 8)
- Rafael Yuste: neurobiòleg espanyol. (capítol 8)

Segona temporada
- Erika Lust: productora i directora de cinema. (capítol 2)
- Lucía Dominguín: empresària. (capítol 3)[18]
- Paola Dominguín: empresària, actriu i dissenyadora de moda. (capítol 3)[18]
- Megan Maxwell: escriptora. (capítol 4)
- Montse Serrano: llibretera i escriptora. (capítol 4)
- Franco Maria Ricci: editor de llibres. (capítol 4)
- Enrique Rubio: agent de música clàssica. (capítol 7)
- James Rhodes: pianista (capítol 7)
- Luis Ángel de Benito: director de música i locutor de ràdio en RNE Clásica. (capítol 7)
- Javier Camarena: tenor. (capítol 7)
- Fernando Velázquez: Compositor i director d'orquestra. (capítol 7)
- Peter Lovatt, àlies Mr. Dance: psicòleg del ball. (capítol 8)
- José Galán: ballador de flamenc. (capítol 8)
- Chase Johnsey: director de ballet de Barcelona. (capítol 8)
- Éva Puztai: ballarina i supervivent de Auschwitz. (capítol 8)

Tercera temporada
- Erick Pescador: psicòleg i sexòleg. (capítol 1)
- Francisco Cabello: psicòleg i sexòleg. (capítol 1)
- Edu Sotos: periodista. (capítol 1)
- Ángel León: xef amb Estrella Michelin. (capítol 2)
- Louise Fresco: presidenta de la Universitat de Wageningen, Països Baixos. (capítol 2)
- Francesco Tonucci: psicopedagog. (capítol 3)
- Kersti Kaljulaid: política i presidenta d'Estònia (capítol 3)
- Dani Rovira: actor i humorista. (capítol 4)

## Reconeixements
| Any  | Premi        | Categoria                         | Nominat(s)    | Resultat | Ref.   |
| ---- | ------------ | --------------------------------- | ------------- | -------- | ------ |
| 2021 | Premios Iris | Millor Presentador/a de Programes | Mercedes Milá | Nominada | [ 19 ] |